# Tunnel Fleckberg
Der Tunnel Fleckberg ist ein Eisenbahntunnel der Neubaustrecke Ebensfeld–Erfurt in Thüringen zwischen den Streckenkilometern 138,023 und 139,513.
Er unterquert, zwischen den Gemeinden Masserberg und Katzhütte, den Fleckberg und trägt daher seinen Namen. Die Länge liegt bei 1490 m.
In der Röhre verlaufen zwei Gleise mit Fester Fahrbahn, die mit bis zu 300 km/h befahren wird.

## Geschichte
Der Tunnel wurde, als letzter der 14 Tunnel zur Unterquerung des Thüringer Waldes, am 11. Juli 2011 feierlich angeschlagen. Als Tunnelpatin fungiert Birgit Diezel, die Präsidentin des Thüringer Landtags. Sie löste die erste Sprengung am Südportal aus, der Anschlagfeier wohnte auch der Thüringer Verkehrsminister Christian Carius bei. Der Durchschlag am Nordportal war am 29. Februar 2012. Die offizielle Feier folgte am 6. März 2012.
Die Gesamtkosten betragen 31 Millionen Euro.
Am 26. August 2017 fand eine Rettungsübung mit mehr als 633 Rettungskräften im Tunnel statt.
Am 22. Juni 2019 folgte eine weitere Übung mit mehr als 1500 Beteiligten. Simuliert wurde ein Transformatorbrand auf einem mit rund 500 Reisenden. Dabei zeigten sich Defizite beim Digitalfunk und der Kommunikation mit Einsatzkräften der Psychosozialen Notfallversorgung.

## Konstruktion
Der Tunnel hat bei Streckenkilometer 139,023 einen Notausgang, der über einen 405 Meter langen Rettungsstollen oberhalb vom Nordportal ins Freie führt.(50° 33′ 16,08″ N, 10° 59′ 41,35″ O) Der Stollen ist befahrbar und mit Ausweichstellen sowie einer Umkehrstelle am Stollenende ausgestattet.

## Bauausführung
Der Tunnel wurde im Sprengvortrieb von Süd nach Nord vorgetrieben. Die etwa 400.000 Kubikmeter Ausbruchmassen wurden auf der Deponie Masserberg gelagert. (50° 31′ 53″ N, 10° 59′ 54″ O)

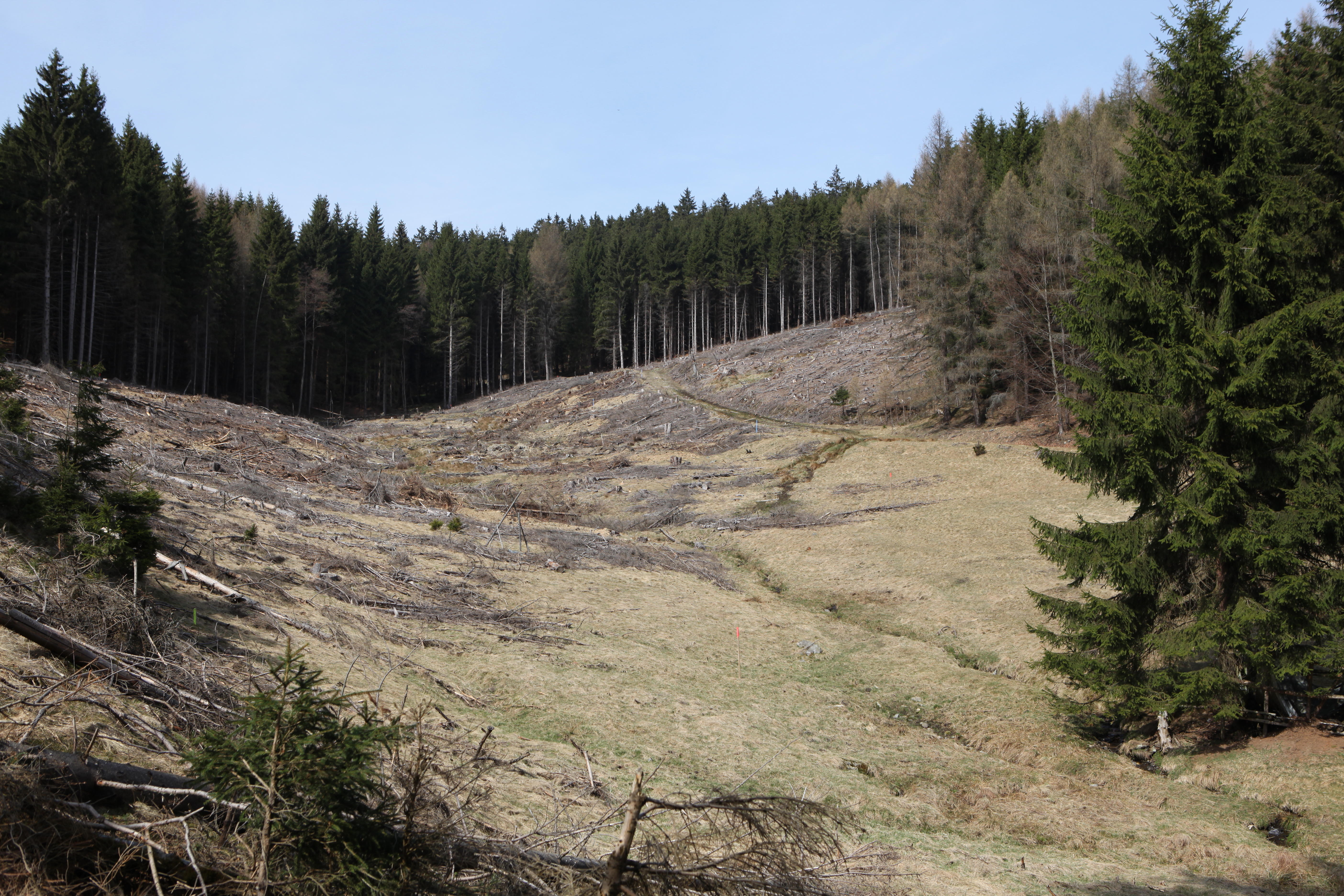
Gelände für Südportal im April 2011, nach Hangabholzung
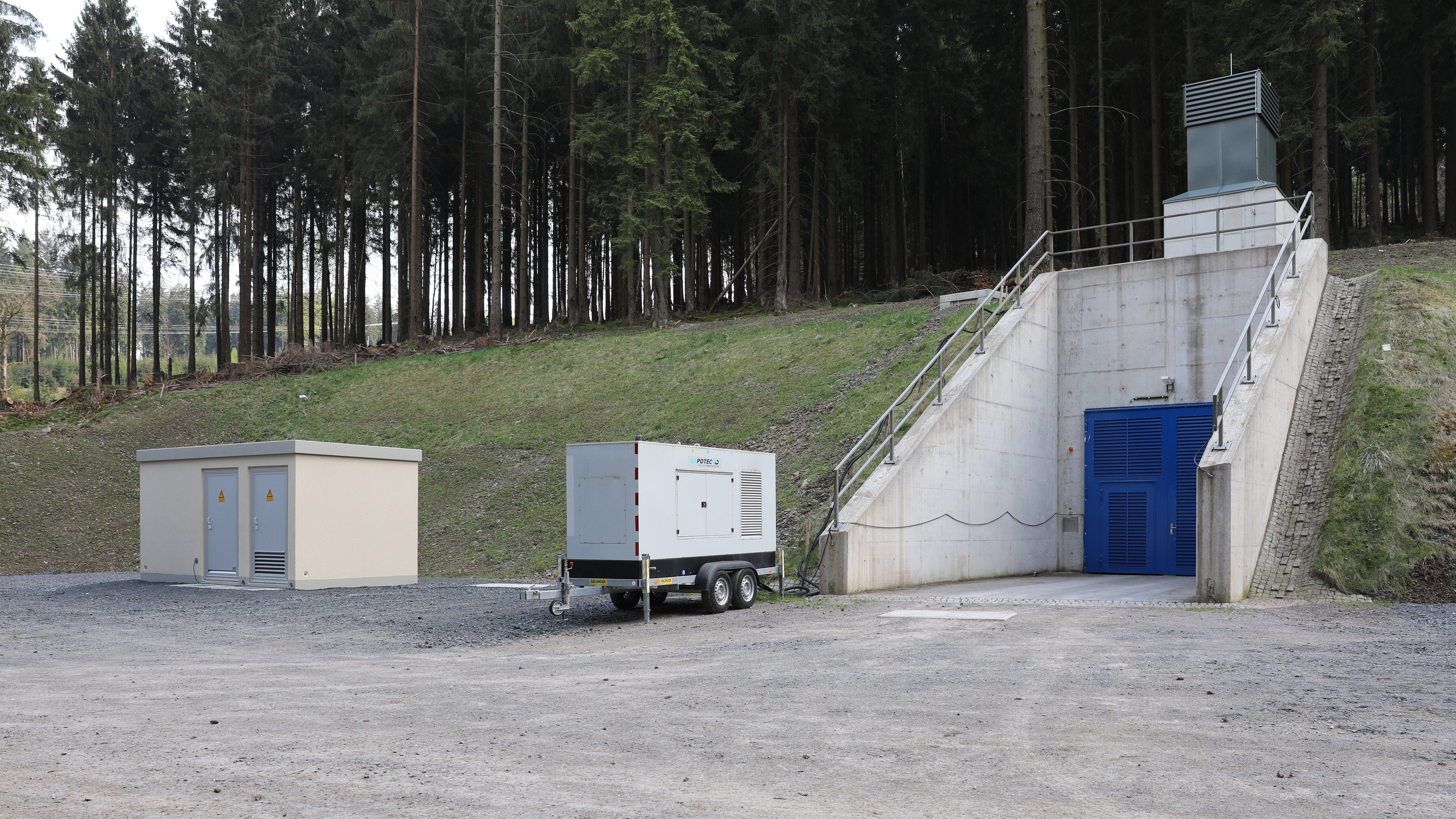
Notausgang oberhalb vom Nordportal, Frühjahr 2018
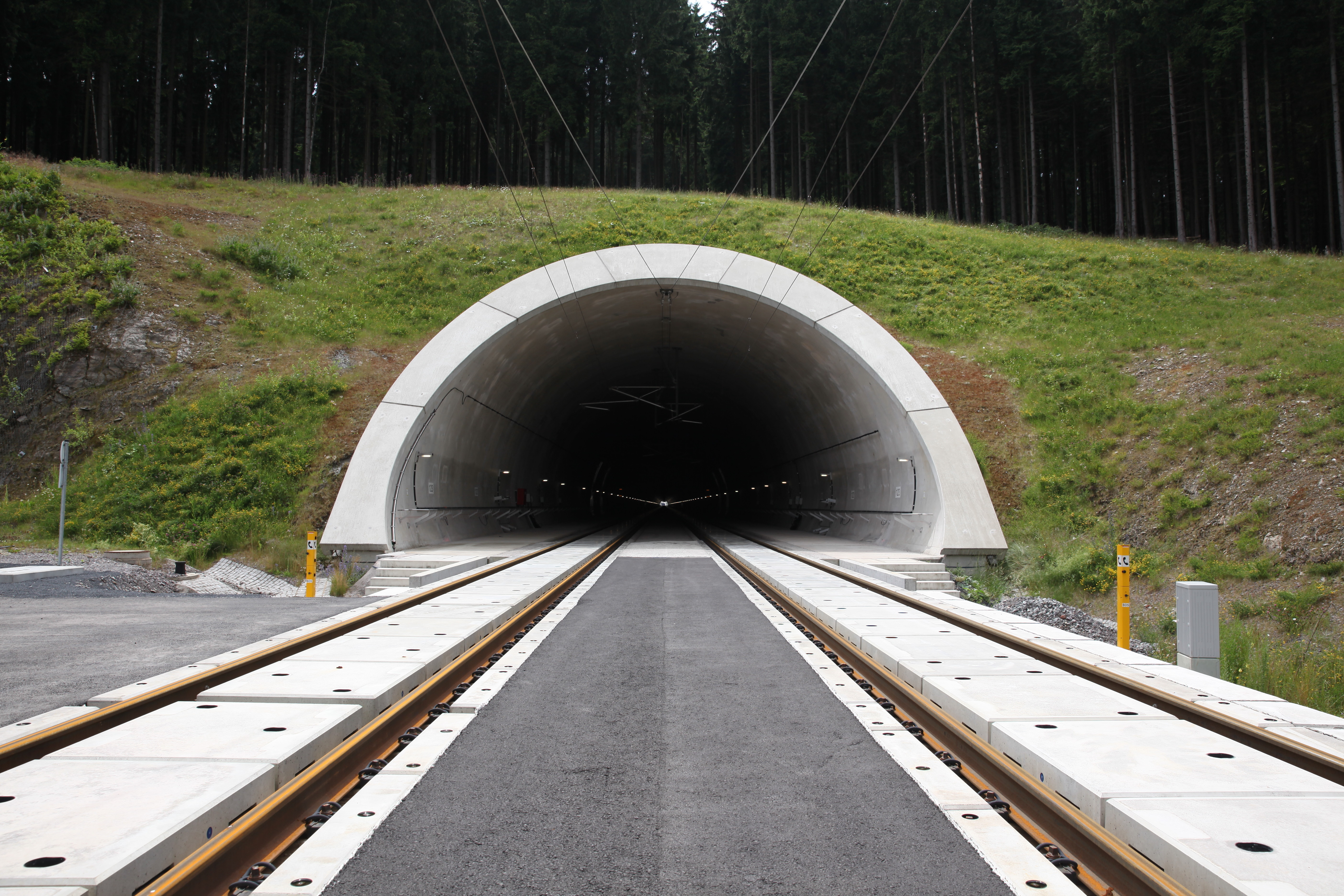
Nordportal (2017)